# Марков, Николай Иванович (легкоатлет)
Никола́й Ива́нович Ма́рков (род. 1 февраля 1995) — российский легкоатлет, специалист по спортивной ходьбе. Выступал на профессиональном уровне в 2011—2018 годах, член сборной России, чемпион Европы среди молодёжи, победитель Кубка Европы в командном зачёте юниоров, призёр первенств всероссийского значения. Представлял Республику Мордовию. Мастер спорта России.

## Биография
Николай Марков родился 1 февраля 1995 года.
Занимался лёгкой атлетикой в Мордовии, тренеры — А. В. Голиков, Р. К. Орлов, Е. А. Поплавский, О. К. Начаркина.
Впервые заявил о себе на международном уровне в сезоне 2013 года, когда вошёл в состав российской национальной сборной и выступил на Кубке Европы по спортивной ходьбе в Дудинце — финишировал вторым в юниорской гонке на 10 км и тем самым помог своим соотечественникам выиграть юниорский командный зачёт. Позднее на юниорском европейском первенстве в Риети стал четвёртым в ходьбе на 10 000 метров.
В 2014 году в дисциплине 10 км одержал победу на зимнем всероссийском первенстве в Сочи, выиграл бронзовую медаль на Кубке мира в Тайцане. На юниорском мировом первенстве в Орегоне в ходьбе на 10 000 метров пришёл к финишу четвёртым.
В 2015 году в ходьбе на 20 км занял 11-е место на зимнем чемпионате России в Сочи, с личным рекордом 1:23:19 стал шестым на летнем чемпионате России в Чебоксарах, победил на молодёжном европейском первенстве в Таллине.
В 2016 году был пятым на зимнем чемпионате России в Сочи, завоевал бронзовую награду на летнем чемпионате России в Чебоксарах. Предполагалось выступление Маркова в ходьбе на 20 км на Олимпийских играх в Рио-де-Жанейро, однако ИААФ на фоне допингово скандала запретила российским легкоатлетам участвовать в Играх.
В 2017 году на зимнем чемпионате России в Сочи вновь показал 11-й результат, выиграл ходьбу на 5000 метров на соревнованиях в Ярославле.
В феврале 2018 года занял 12-е место на зимнем чемпионате России в Сочи и на этом завершил спортивную карьеру.